# فرانك د. أوكونور
فرانك د. أوكونور (بالإنجليزية: Frank D. O'Connor)‏ هو قاضي ومحامي وضابط وسياسي أمريكي، ولد في 20 ديسمبر 1909، وتوفي في 2 ديسمبر 1992. انتخب عضو مجلس ولاية نيويورك.